# Nobody's Fault but Mine
It's Nobody's Fault but Mine o Nobody's Fault but Mine è un brano musicale blues scritto ed eseguito da Blind Willie Johnson nel 1927.
La canzone è stata reinterpretata da numerosi artisti in una grande varietà di stili, inclusi i Led Zeppelin nel loro album Presence del 1976.

## Il brano
It's Nobody's Fault but Mine racconta di una lotta spirituale, con la lettura della Bibbia come via di salvezza, o meglio, la mancata lettura che porta alla dannazione. Johnson fu accecato all'età di sette anni quando la sua matrigna gli lanciò dell'acido solforico negli occhi. Il contesto della canzone è strettamente religioso. Il brano di Johnson è l'espressione malinconica della sua anima, mentre lo stile blues fa eco alle profondità della sua colpa e della sua lotta per la salvezza dello spirito.
Nella sua esecuzione del brano in solitaria, Johnson alterna canto e chitarra slide.

### Registrazione e pubblicazione
It's Nobody's Fault but Mine fu una delle prime canzoni incise da Johnson per la Columbia Records. La sessione di registrazione si svolse a Dallas, Texas, il 3 dicembre 1927. La Columbia pubblicò il brano come secondo singolo su vinile a 78 giri (all'epoca il formato standard), con Dark Was the Night, Cold Was the Ground come lato B. Negli anni trenta, il singolo fu pubblicato anche dalla Vocalion Records e da altre etichette discografiche. Nel 1957, la canzone fu inclusa nella compilation Blind Willie Johnson – His Story della Folkways Records, con introduzione di Samuel Charters. Nel corso degli anni, il brano è stato inserito in numerose altre raccolte di Johnson e di musica blues.

## Adattamenti
It's Nobody's Fault but Mine è una delle canzoni di Johnson più reinterpretate. Molti artisti hanno inciso Nobody's Fault but Mine, tra i quali:
- John Renbourn – Another Monday[6]
- Nina Simone – Nina Simone and Piano![7]
- Ry Cooder – The Prodigal Son[8]
- Grateful Dead – Birth of the Dead[9]
- Eric Bibb – Booker's Guitar[10]
- Bill Frisell – Beautiful Dreamers[11]
- Lucinda Williams – God Don't Never Change: The Songs of Blind Willie Johnson[12]

## Versione dei Led Zeppelin
Il gruppo rock britannico Led Zeppelin registrò una versione del pezzo intitolata Nobody's Fault but Mine per il loro settimo album in studio Presence (1976). Adattamento del brano di Blind Willie Johnson, il testo della versione degli Zeppelin è maggiormente incentrato su tematiche profane e la canzone possiede un arrangiamento in stile rock elettrico.
I Led Zeppelin pubblicarono la loro versione indicando nei crediti compositivi il chitarrista Jimmy Page e il cantante Robert Plant, tuttavia, il musicologo Dave Lewis commentò ironicamente: «L'attribuzione a Page/Plant è un po' fuorviante in quanto Blind Willie Johnson potrebbe aver avuto l'impressione di aver scritto i testi nel 1928, cosa che Robert [Plant] sapeva benissimo quando introdusse il brano sul palco a Copenhagen nel 1979».
In un'intervista, Page spiegò che Plant voleva incidere il pezzo di Johnson, così egli ideò un nuovo arrangiamento musicale, mentre Plant mantenne alcune parti del testo originale. Tuttavia, il biografo dei Led Zeppelin George Case affermò che Page fu probabilmente influenzato dalla versione acustica del brano eseguita da John Renbourn nel 1966.